# Bibliothèque numérique Perseus
Pour les articles homonymes, voir Perseus.
La bibliothèque numérique Perseus, antérieurement connue sous le nom de Projet Perseus, est une bibliothèque numérique créée en 1987 par Gregory Crane et hébergée par le département d’études classiques de l’université Tufts. Il s’agit d’une des premières bibliothèques numériques créées, et Perseus a été très influente dans ce domaine. Sa mission est de « rendre l’entièreté des connaissances de l’humanité accessible à tout le monde ». Originellement conçue autour de la civilisation gréco-romaine, elle s’est depuis étendue et comporte des textes en sur littérature anglaise de la Renaissance, les peuples germaniques, des documents sur l’histoire des États-Unis du XIXe siècle, et de la poésie italienne écrite en latin, ainsi que le Coran. La bibliothèque Perseus a également engendré plusieurs autres projets, certains issus de la coopération internationale.
La version actuelle de la bibliothèque, Perseus 4.0, est également connue sous le nom de Hopper Perseus, et dispose d’un miroir hébergé par l’université de Chicago

## Mission
La bibliothèque numérique Perseus a été créée afin que tout le monde puisse accéder au contenu de l’histoire de l’humanité. Gregory Crane, l’éditeur en chef, a notamment dit que « l’accès à l’héritage culturel de l’humanité » était un droit et non un privilège.
De ce fait, la bibliothèque Perseus s’efforce de ne pas s’adresser au seul public académique et d’être accessible à tout le monde,. Son contenu est en libre accès, ainsi que son code, qui peut être trouvé sur SourceForge.net.
Le site internet est écrit en Java et utilise des fichiers au format durable tels que le JPEG et le XML, et affiche les alphabets latin, grec et arabe en utilisant les fonctionnalités déjà présentes dans les navigateurs sans nécessité de plug-in.
Les utilisateurs peuvent télécharger tous les contenus qui appartiennent au domaine public avec les informations qui spécifient les conditions d’utilisation selon la norme Creative Commons. Le site ne permet pas le téléchargement automatique de son contenu afin de protéger certains matériaux sujets à la propriété intellectuel, mais il offre des packs de textes à télécharger.
La bibliothèque Perseus adhère aux standards employés par d’autres projets, tels que les normes d’encodage de la Text Encoding Initiative pour son balisage en XML, ou le protocole de citation établi par Canonical Text Services pour les textes gréco-latins,.
Pour répondre à cette volonté de liberté d’accès, la bibliothèque Perseus héberge des textes qui sont libres de droit, y compris pour les traductions et les commentaires. Par conséquent, les textes datent du XIXe siècle ou du début du XXe, et sont divisés en différentes parties (livres, chapitre, sections). De ce fait, ces textes sont souvent dépassés par rapport aux recherches les plus récentes dans leur domaine, ce qui peut poser problème quand on sait que les versions traditionnellement utilisées ont été établies et divisées plus tardivement.
Perseus s’efforce toutefois d’héberger des textes rares qui ne sont plus imprimés de nos jours. Dans certains cas, ceux trouvés sur le site sont les seuls qui ont été édités, ce qui fait de Perseus une ressource très utile.
Certains contenus sont néanmoins sujets à des accords sur leur propriété intellectuelle, et ne sont pas nécessairement accessibles au public. C’est notamment le cas pour les images d’artefacts qui viennent de partenariats avec des musées que l’on peut trouver sur le site.

## Histoire
La bibliothèque Perseus est une des premières bibliothèques numériques à avoir été créée, et est généralement considérée comme l’un des modèles du domaine,,,,.

### CD-ROM
La bibliothèque Perseus provient à l’origine d’un programme créé pour le Thesaurus Linguae Graecae par Gregory Crane, le fondateur et éditeur-en-chef de la bibliothèque. La bibliothèque a été conçue afin de permettre à un vaste public d’accéder à des matériaux sur l’histoire et la culture de l’humanité.
La période de planification dura de 1985 à 1988. En 1987, un financement de la part de la fondation Annenberg permit au projet Perseus d’acquérir et de développer une collection en grec ancien.
La première version de Perseus, Perseus 1.0/HyperCard Perseus, était un logiciel sur CD-ROM publié par l’université Yale en 1992, qui tournait sur le programme HyperCard d’Apple pour Macintosh,,. Afin de répondre à des problèmes d’ordre technique, Perseus 1.0 fut cantonné au monde grec : on y trouvait les textes de neuf auteurs majeurs de la Grèce antique avec leur traduction et des commentaires. Des images d’artefacts, un atlas, une ligne chronologique des événements ainsi qu’une encyclopédie enrichissaient ces textes au moyen d’hyperliens, afin d’aider les utilisateurs à s’y familiariser,. Il fut néanmoins critiqué comme étant « difficile d’accès », « bizarre dans le choix du contenu, à la fois spécialisé et lacunaire ». Par ailleurs, il ne s’agissait pas encore d’une bibliothèque numérique, mais plutôt d’une collection de textes publiée sur CD-ROM avec du contenu additionnel.
Une seconde version du logiciel, Perseus 2.0, fut publiée en 1996 sur Macintosh avec davantage d’images, et une version indépendante sortit en 2000,.
Le format CD-ROM entraînait cependant des limitations techniques qui limitaient nécessairement l’étendue du projet Perseus : pour cette raison, les versions CD-ROM ne portaient que sur la Grèce Antique, au lieu du contenu plus général initialement prévu. De plus, ces CD-ROMs étaient chers et coûtaient entre 150 $ et 350 $ en fonction du nombre d’images incluses, et ils n’étaient vendus qu’en Amérique du Nord, ce qui limitait l’accessibilité de Perseus au plus grand nombre.

### Site internet
En 1993, Perseus fut hébergé par l’université Tufts. En 1995, un site internet écrit en Perl vit le jour,,. Grâce à cette nouvelle interface, Perseus-Online put élargir son champ d’audience, mais des accords sur la propriété intellectuelle passés avec l’entreprise contractée pour les CD-ROMs limitèrent la réutilisation de contenu entre les deux versions.
Perseus 2.0 Online sortit en 1997 et ajouta des matériaux portant sur la Rome antique ainsi que les textes de William Shakespeare et de Christopher Marlowe. C’est également avec cette version que le site internet se dota d’une barre de recherche et d’articles introducteurs sur Hercule et les jeux olympiques antiques qui furent assez populaires. En 1999, un financement de la Digital Library Initiative Phase 2 permit à Perseus de s’étendre plus encore dans le champ des Humanités et de créer des collections sur l’histoire de Londres et sur la guerre de Sécession,.
Perseus 3.0 sortit directement sur internet en 2000. Cette version fut une refonte du site internet qui ajouta également de nouvelles collections. Elle rencontrait néanmoins des problèmes de stabilité dans les liens créés pour accéder à son contenu. Cette version co-exista avec la prochaine afin de permettre aux utilisateurs de s’habituer au changement, avant de disparaître en 2009,.
La version actuelle de Perseus, Perseus 4.0, également connue sous le nom de Perseus Hopper, sortit en 2005,. Cette fois-ci, le site internet fut conçu en Java, écrit en Hopper, un langage libre, et dans un XML qui répondait aux normes de la TEI. Cela permit à Perseus de créer des textes avec un balisage XML original et qui n’étaient de ce fait soumis à des restrictions portant sur la propriété intellectuelle. En 2006, les collections grecque, latine et anglaise furent accessibles en 2006 sous licence Creative Commons, et le code-source du site fut publié en 2007.
Perseus est également à l’origine d’autres projets, tels que le Scaife Viewer (la première étape vers 5.0), le catalogue Perseus qui recense les éditions numériques qui ne sont pas hébergées par la bibliothèque Perseus, le projet Perseids, qui s’efforce d’apporter des outils à la recherche en lettres classiques, et, plus récemment, le projet Beyond Translation, dont le but est de combiner le Scaife Viewer avec les autres fonctionnalités de Perseus 4.0. Par ailleurs, des projets sont nés de la coopération internationale entre Perseus et l’université de Leipzig, tels que l’arbre linguistique du Grec ancien et du Latin, la série LOFTS (Leipzig Open Fragmentary Texte Series) qui porte sur les textes fragmentaires de l’Antiquité, et les projets Open Greek and Latin et Open Persian.

## Contenu

### Collections
La bibliothèque numérique Perseus recense des éditions en ligne de différentes œuvres appartenant au champ des Humanités. La collection principale porte sur la Grèce et la Rome antique, et contient un grand nombre de textes grecs et latins appartenant au canon littéraire des Humanités. Il s’agit là de la collection la plus complète et représentation du corpus que l’on peut trouver en ligne. Il a été noté que les quelques textes qui n’ont pas été inclus parce que non étudiés traditionnellement se voient davantage dévalorisés par leur absence.
Perseus ne comporte pas seulement les textes originaux. Grâce à des partenariats réalisés avec des musées, le site contient une collection d’artefacts très conséquente, qui permet d’y trouver des images de monnaie, de sculptures, de céramique, de bijoux et de sites archéologiques, tous assortis d’information contextuelle. De plus, Perseus inclut des traductions et des commentaires libre de droits avec ses textes. Du fait des lois sur propriété intellectuelle, ce contenu est nécessairement assez ancien, et la communauté académique a insisté qu’il ne peut être utilisé dans le cadre de recherches et qu’il convient d’utiliser les éditions établies plus récemment qui existent pour les textes les plus étudiés.
Perseus est notamment connu pour cette collection gréco-romaine, mais ne s’y limite pas.
La bibliothèque comporte une collection portant sur la littérature anglaise de la Renaissance, anciennement appelée le Perseus Garner. On y trouve les œuvres de Christopher Marlowe et de William Shakespeare, les Chroniques de Raphael Holinshed, les Voyages de Richard Hakluyt ainsi que les œuvres rhétoriques de Henry Peacham et de Thomas Wilson, assorties de commentaires datant du XIXe et XXe siècles et de lexiques faisant œuvre de référence. Cette sélection de textes a été critiquée et ne serait ni complète ni représentative du corpus de la littérature anglaise de la Renaissance. Encore une fois, les œuvres non incluses seraient dévalorisées comme sujet d’étude de par leur absence.
La bibliothèque a compilé des textes provenant du site d’archives American Memory afin de créer une collection sur l’histoire des États-Unis du XIXe siècle, plus tard complétée par des matériaux portant sur la guerre de Sécession. Du fait de son axe restreint, cette collection est considérée comme complète.
Il en va de même pour les collections que comporte Perseus sur la poésie latine de la Renaissance écrite en Italie, ainsi que des numéros du Richmond Times-Dispatch.
Par ailleurs, Perseus contient des documents sur l’étude des peuples germaniques tels que des éditions de Beowulf et de sagas assorties de traductions en anglais. Cette collection a été décrite comme satisfaisante vis-à-vis de l’état de la recherche dans ce domaine, qui demeure assez peu étudié. Enfin, l’on peut trouver le Coran ainsi que des dictionnaires dans la collection arabe du site.
Par le passé, la bibliothèque hébergeait des collections qui ont été depuis transférées à la bibliothèque de l’université Tufts, portant sur l’histoire de Londres, les papyrus, et l’histoire de l'université Tufts, ainsi que sur l’histoire de la mécanique.

### Utilisation de technologies numériques
La bibliothèque Perseus appartient au champ des humanités numériques, dont le but est d’utiliser les nouvelles technologies informatiques pour mener des recherches dans le domaine des humanités. De ce fait, la bibliothèque exploite sa dimension informatique pour enrichir les textes qu’elle contient et faciliter leur utilisation.
La première méthode employée par la bibliothèque Perseus est l’utilisation de liens entre les textes et du contenu additionnel : des liens internes sont mis en place entre un texte source, ses traductions et ses commentaires. Des cartes et des lignes chronologiques sont également enrichies par des liens avec les textes qui les mentionnent, qui permettent de les contextualiser. Par ailleurs, un outil de recherche permet aux utilisateurs du site de trouver des textes en les cherchant par auteur ou mot de vocabulaire,,,.
	Perseus utilise de plus des balises conformes aux normes de la TEI afin d’enrichir ses textes et lier chaque mot à son entrée dans le dictionnaire, un outil d’analyse morphologique (Morpheus), un outil d’analyse de fréquence de mots, et à d’autres textes qui emploient le même mot,,. Le balisage est généré automatiquement et, par conséquent, les parties les plus anciennes de la bibliothèque sont moins riches que celles créées plus tardivement.
	L’un des buts de Perseus est de créer un environnement capable de générer automatiquement des nouvelles connaissances par l’exploration de données, et la bibliothèque a été faite de manière à être aisément lue et cherchée par des outils informatiques.
Chaque section des textes et chaque objet informatique reçoit un identifiant durable composé de 10 chiffres qui permet de les citer dans des œuvres de recherche en tant qu’Uniform Resource Identifier,. Par ailleurs, ces objets sont formatés de manière à garder leur sens lorsqu’ils sont visualisés en dehors du site de la bibliothèque, et chacun comporte une licence Creative Commons qui indique les conditions d’utilisation. Ces citations en revanche n’indiquent pas les sources bibliographiques ou de métadonnées sur elles, et cette information doit être cherchée sur le Catalogue Perseus.
Cette technologie a rendu Perseus utile aux chercheurs de philologie et d’histoire classique en facilitant l’étude des sources,, ainsi qu’aux étudiants qui peuvent bénéficier des différents outils de la bibliothèque,.

### Critiques
Le site internet de la bibliothèque a été critiqué pour son manque d’ergonomie et d’accessibilité qui peuvent rendre le site difficile d’accès pour les nouveaux utilisateurs,.

### Préservation
L’histoire de Perseus a montré que la bibliothèque était capable de s’adapter et de se réinventer pour préserver son contenu à travers le temps, notamment au travers du passage du SGML au XML qu’a été Perseus 4.0, et l’utilisation de formats tels que le JPEG et le XML qui sont employés fréquemment et bien soutenus,. Les collections sont de plus sauvegardées sur Fedora Commons depuis 2002,, et le site a un miroir grâce à l’université de Chicago.